# Rhombaphalara halocnemi
Rhombaphalara halocnemi är en insektsart som beskrevs av Loginova 1964. Rhombaphalara halocnemi ingår i släktet Rhombaphalara och familjen rundbladloppor. Inga underarter finns listade i Catalogue of Life.